# Interstate 39
Die Interstate 39 (kurz I-39) ist ein Interstate Highway im Mittleren Westen der Vereinigten Staaten. Sie beginnt nahe Normal im Bundesstaat Illinois an der Interstate 55 und endet bei Rothschild in Wisconsin an der Wisconsin State Route 29 sechs Meilen südlich von Wausau.
Die I-39 ist in weiten Teilen eine weiträumige Umgehungsroute um Chicago, die in den 1980er und 1990er Jahren gebaut wurde. Für große Teile Wisconsins dient die Interstate außerdem als wichtige Anbindung an die südlicheren Städte wie Cincinnati, Louisville und Indianapolis ohne den Großraum von Chicago durchqueren zu müssen.

## Längen
| Meilen | km  | Staat     |  |
|        |     |           |  |
| 141    | 227 | Illinois  |  |
| 182    | 293 | Wisconsin |  |
|        |     |           |  |
| 323    | 520 | Total     |  |

## Wichtige Städte
- Bloomington (Illinois)
- Normal (Illinois)
- La Salle (Illinois)
- Peru (Illinois)
- Rockford (Illinois)
- Beloit (Wisconsin)
- Janesville (Wisconsin)
- Madison (Wisconsin)
- Wausau

## Verlauf

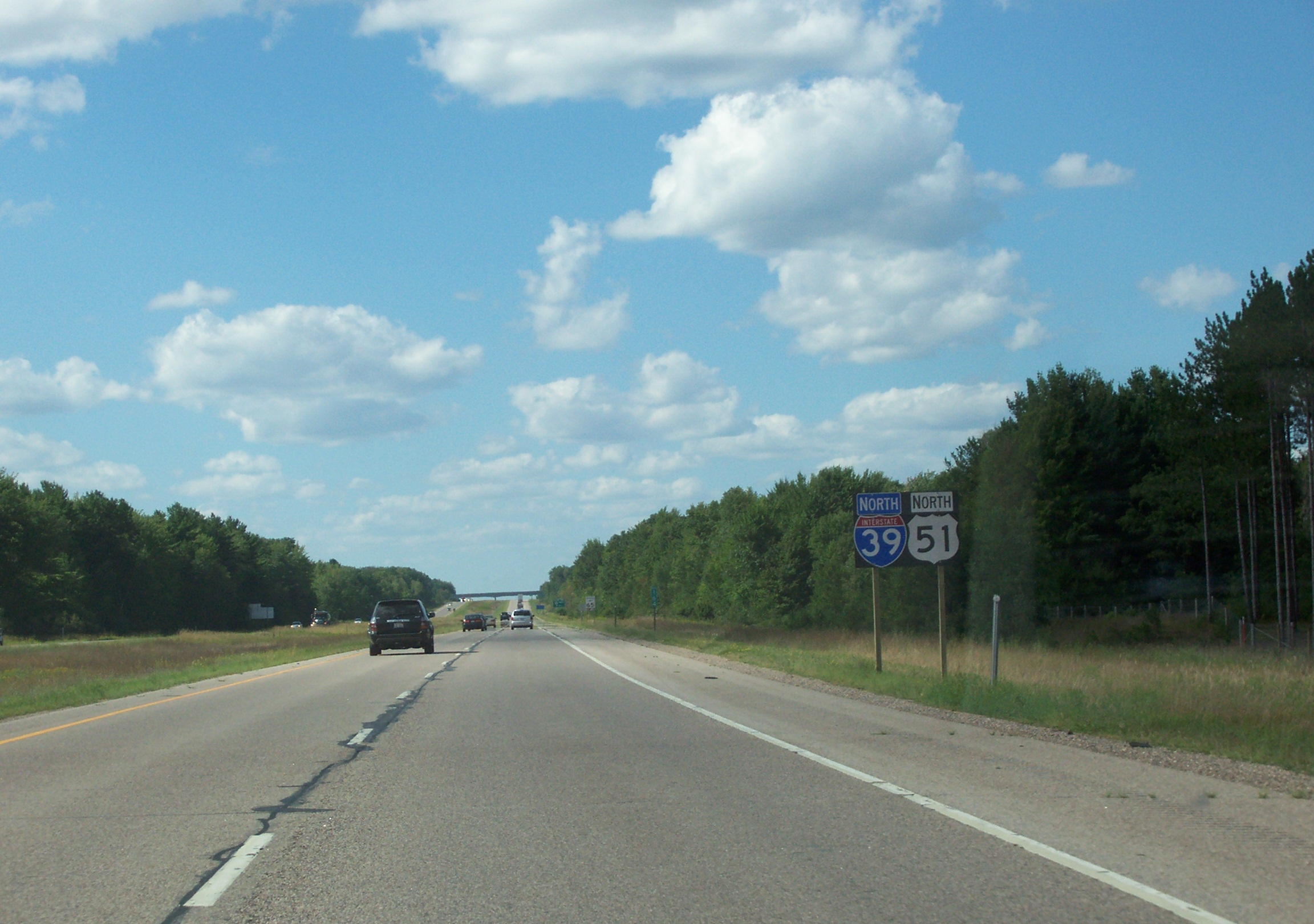
I-35 in Wisconsin.

### Illinois
In Illinois beginnt die Interstate 39 an der Interstate 55 nördlich von Normal und verläuft anschließend entlang der Illinois State Route 251 in nördliche Richtung. Im Stadtgebiet von Cherry Valley nahe Rockford trifft die Straße auf die Interstate 90 und führt danach auf dem Jane Addams Memorial Tollway zur Grenze zu Wisconsin.

### Wisconsin
Nach zwei Meilen trifft die I-39 östlich von Beloit auf die Interstate 43. Zwischen Madison und Portage teilt sich die Interstate 39 den Verlauf mit der Interstate 94. Nach etwa 100 weiteren Meilen endet die I-39 am U.S. Highway 51 und der Wisconsin State Route 29 nahe Rothschild.